# Unión Patriótica
|  | Per a altres significats, vegeu «Unión Patriótica (Colòmbia)». |

Unión Patriótica fou un partit polític de caràcter institucional fundat l'11 d'abril 1924 a instància del dictador Miguel Primo de Rivera, a partir de les Uniones Patrióticas, fundades pel futur cardenal Ángel Herrera Oria i la seva Asociación Católica Nacional de Propagandistas, amb la intenció de constituir un gran partit catòlic, a imitació del Partit Popular, fundat a Itàlia pel sacerdot "Don" Luigi Sturzo, base de la Democràcia Cristiana Italiana, i per aquell temps coaligat en el govern de Benito Mussolini i el seu Partit Nacional Feixista. Els seus seguidors s'anomenaven upetistes.
No obstant això la intenció de Primo de Rivera era distinta: integrar-ne tota la societat substituint als partits tradicionals -als quals considerava corruptes- per a donar suport la seva Dictadura personal. Convertit en realitat en Partit únic, estava integrat per tots aquells que pretenien una fidel adhesió a la dictadura: oligarques, antics seguidors d'Antoni Maura, membres destacats de l'Església catòlica i empresaris. Després de la instauració de la Segona República es va convertir en Unión Monárquica Nacional, per a integrar-se en Falange Española el 1936.
Dintre de la mentalitat política regeneracionista, la tasca d'un "cirurgià de ferro" com es denominava a si mateix Primo de Rivera, no només havia de destruir la política corrupta sinó que també havia de promocionar una política nova. A això va respondre la creació de la Unión Patriòtica com un partit únic. Al servei d'"ideals d'ordre i justícia" i sota la divisa "Pàtria, religió, monarquia", va pretendre atreure's als espanyols, allunyant-los dels antics partits polítics, per a afirmar la continuïtat de la Dictadura. L'abril de 1924 va fer circular unes quartilles en les quals es pretenia que les "gents d'idees sanes i els homes de bona fe" s'agrupessin en alguna cosa que no seria sinó una conducta organitzada i que no tindria caràcter ni de dretes ni d'esquerres. Algun cop la va definir com un "partit polític, però apolític, que exerceix una acció polític-administrativa".
Pel que fa a la finalitat i a la destinació de la Unión Patriòtica tampoc va ser clar Primo de Rivera. A vegades deia que d'ella sorgirien en el futur diferents partits i en unes altres afirmava que era ja el primer partit del nou Règim que ell havia inaugurat. Primo de Rivera va dir que coincidirien en ella tots els quals estiguessin d'acord amb la Constitució Espanyola de 1876, i després no obstant això va enunciar un programa en el qual es defensava una nova Constitució amb cambra única (de tipus corporatiu i que es denominaria "Assemblea Nacional").
També era confús el plantejament de la Unión Patriòtica pel que fa a la seva vinculació amb el Govern. De fet, les primeres Unions Patriòtiques van sorgir de manera espontània en els cercles del catolicisme polític, que veia en la desaparició del parlamentarisme caciquil una magnífica oportunitat per a poder portar a terme la seva peculiar versió de la regeneració. Les zones geogràfiques de major implantació d'aquesta primera Unió Patriòtica coincideixen amb aquelles on va tenir major influencia el catolicisme polític i social inspirat per Ángel Herrera Oria. En teoria el govern de 1925 va ser exclusivament de la Unión Patriòtica, però aquesta no servia per a altra cosa que proporcionar a la Dictadura un suport popular en manifestacions i actes d'adhesió. Només en el moment de declivi del Règim pot afirmar-se que la Unión Patriòtica va adoptar algunes fórmules semblants a les del partit únic. En 1927 els Ajuntaments i Diputacions Provincials havien de ser ja vedat exclusiu de la Unión Patriòtica; fins i tot en 1929 es va disposar que es dediqués a tasques d'informació i denúncia d'aquells que conspiressin contra el Règim o el difamessin. Ni tan sols en aquests anys pot afirmar-se que la Unión Patriòtica fora un veritable partit únic. Per a això li faltaven a Primo de Rivera dues característiques fonamentals: proporcionar al seu partit un ideari precís i impedir l'existència d'altres partits.
El General va arribar a definir la Unión Patriòtica com "un 'partit central, monàrquic, temperat i serenament democràtic'", i més endavant va fer per a ell una divisa ("Pàtria, Religió i Monarquia") que, a més de recordar lema del Carlisme ("'Déu, Pàtria i Rei'"), semblava preterir els principis monàrquics a l'enunciar-los tan sols en tercer lloc. En els llibres de propaganda del règim dictatorial (els de Jose María Pemán i Pemartín) pot apreciar-se com argument a favor d'ell molt més les tesis de la dreta tradicional catòlica que les del feixisme, i es mostren innombrables estadístiques de l'eficiència administrativa del Règim. Així, José María Pemán defensava l'Estat "tradicional socialcristià" enfront del feixisme, utilitzant per a això cites d'autors recents, i considerava que el sufragi universal era "un gran error".
La Unión Patriòtica no es va semblar en res al partit únic del feixisme, sinó que fou una entitat circumstancial que desapareixeria quan no tingués el suport del govern. José Calvo Sotelo explicava a les seves Memòries que ell es va oposar al naixement i organització de la Unión Patriòtica perquè considerava que "els partits polítics quan s'organitzen des del poder i pel poder neixen condemnats a la infecundidad per falta de saba". Els estudis locals que s'han realitzat fins ara sobre la procedència dels elements que componien la Unión Patriòtica ens demostren que existia una notable heterogeneïtat. Així, a Ciudad Real els seus dirigents eren conservadors, a Sevilla la majoria procedien d'una Unió Comercial, a Múrcia procedien dels cercles catòlics o a Sòria eren antics agraris. Quan se li va interrogar al dictador sobre si ell mateix i el seu sistema polític tenien un significat similar a Mussolini i el feixisme italià va respondre que els seus exemples havien estat nacionals: el general Joan Prim i Prats i el somatent català. Els principals suports (encara que no els únics) del règim dictatorial van ser els mauristes, catòlics, tradicionalistes i conservadors. Però tots ells, de moment, no defensaven aquest gènere de plantejaments polítics que només van fer seus durant l'etapa radicalitzada i maximalista de la Segona República.
Als Països Catalans no assolí d'ésser mai un veritable partit de masses, però reuní elements dretans i oportunistes; gent dels Sindicats Lliures, membres de la Unión Monárquica Nacional, funcionaris i membres del sometent, i arribà a aplegar, a la sola província de Barcelona, 20.000 membres, sota la direcció d'Andreu Gassó i Vidal, Eusebio Castillo Boraita. Després de la caiguda del Dictador va desaparèixer, i els seus membres s'integraren a la Peña Blanca o a Renovación Española.